# Смерть человека на Балканах
«Смерть человека на Балканах» (серб. Смрт човека на Балкану) — чёрная комедия с элементами драмы 2012 года режиссёра Мирослава Момчиловича.

## Сюжет
Музыкант-интроверт, живущий в одиночестве в своей квартире в Белграде, совершает самоубийство перед включённой веб-камерой. Привлеченные звуком стрельбы в квартире, его соседи Аца и Веско поднимаются в квартиру мертвеца. Коротая время до приезда скорой помощи и полиции, они играют в шахматы, пьют, едят и хвалят музыку покойного (при этом не могут вспомнить как его зовут). Через некоторое время приезжают полицейские и фельдшеры, а также агент по недвижимости со своей клиенткой. Все время они записываются на веб-камеру и даже не знают об этом, пока криминалист не сообщает об этом всем присутствующим.

## В ролях
| Актёр                  | Роль                    |
| ---------------------- | ----------------------- |
| Эмир Хаджихафизбегович | Аца                     |
| Радослав Миленкович    | Веско                   |
| Наташа Нинкович        | жена Ацы Нада           |
| Анита Манчич           | жена Веско Вера         |
| Александр Джурица      | криминалист             |
| Любомир Бандович       | полицейский #1          |
| Бранислав Трифунович   | полицейский #2          |
| Милица Михайлович      | женщина-врач            |
| Никола Джуричко        | агент по недвижимости   |
| Мирьяна Каранович      | покупательница квартиры |
| Никола Койо            | композитор-самоубийца   |
| Боян Жирович           | гробовщик               |

## Художественные особенности
«Смерть человека на Балканах» снята в стиле камерной пьесы, то есть имеет минимум декораций, актёров и бюджета. Фильм представляет собой 80-минутную запись с веб-камеры погибшего музыканта.